# Mühlental
Mühlental ist eine Gemeinde im sächsischen Vogtlandkreis.

## Geographie
Die Gemeinde Mühlental liegt im Süden des Vogtlandes (und in der südlichen Mitte des Vogtlandkreises) im Naturraum Vogtland. Die Gemeinde liegt etwa 500 m ü. NN. in den Ausläufern des Westerzgebirges.

### Nachbargemeinden
| Stadt Oelsnitz   | Gemeinde Tirpersdorf                        |                      |
|                  | Kompassrose, die auf Nachbargemeinden zeigt | Stadt Schöneck       |
| Gemeinde Eichigt | Stadt Adorf                                 | Stadt Markneukirchen |

### Gemeindegliederung
Ortsteile sind Hermsgrün, Wohlbach, Saalig, Marieney, Unterwürschnitz, Oberwürschnitz, Elstertal, Tirschendorf, Willitzgrün und Zaulsdorf.

## Geschichte
Im Ortsteil Wohlbach gibt es eine der ältesten Dorfkirchen des oberen Vogtlandes. Die „Pfarrkirche zu unserer lieben Frau Maria“ ist geprägt von Romanik und früher Gotik. Die Orgel wurde 1834 von Christian Friedrich Polster geschaffen. Dach und Fassade der Kirche wurden zwischen 1999 und 2012 saniert. Die Kirche gehört zur Evangelisch-lutherischen Kirchgemeinde Marieney-Wohlbach. In Wohlbach geriet Pfarrer Caspar Engelmann 1568 in einen Hexenprozess. Die heutigen Ortsteile von Mühlental gehörten bis ins 19. Jahrhundert zum Amt Voigtsberg.
Die Gemeinde Mühlental entstand am 1. Januar 1994 durch den Zusammenschluss der bisherigen Gemeinden Hermsgrün-Wohlbach, Marieney, Tirschendorf und Unterwürschnitz. Die anderen bis dahin selbstständigen Gemeinden kamen 1995 hinzu.
Entwicklung der Einwohnerzahl (31. Dezember):
| - 1998: 1656 - 1999: 1693 - 2000: 1695 - 2001: 1710 | - 2002: 1731 - 2003: 1718 - 2004: 1674 - 2007: 1617 | - 2008: 1609 - 2012: 1345 - 2013: 1330 |

 Datenquelle: Statistisches Landesamt Sachsen

## Öffentlicher Nahverkehr
Die Gemeinde Mühlental wird von verschiedenen vertakteten Linien des Verkehrsverbunds Vogtland angefahren. Während der nördliche Teil der Gemeinde in West-Ost-Richtung von PlusBussen bedient wird, ist der südliche Teil rund um Marieney von RufBussen erschlossen. Diese verbinden die Orte mit den umliegenden Gemeinden. Die Linie 98 hat in Elstertal Anschluss an die Linie 92 in Richtung Plauen/Oelsnitz und Bad Elster/Adorf.
Stand: 13. Februar 2022. Fett: Orte in der Gemeinde Mühlental
| Linie | Endpunkte                 | Verlauf                                          | Verkehrsunternehmen     | Klassifizierung |
| ----- | ------------------------- | ------------------------------------------------ | ----------------------- | --------------- |
| 33    | Markneukirchen ↔ Wohlbach | Siebenbrunn – Breitenfeld                        | Plauener Omnibusbetrieb | RufBus          |
| 37    | Adorf ↔ Adorf             | Hermsgrün – Wohlbach – Saalig                    | Plauener Omnibusbetrieb | RufBus          |
| 50+   | Plauen ↔ Rodewisch        | Taltitz – Oelsnitz – Zaulsdorf – Auerbach        | Plauener Omnibusbetrieb | PlusBus         |
| 90+   | Plauen ↔ Aschberg         | Oelsnitz – Tirschendorf – Schöneck – Klingenthal | Plauener Omnibusbetrieb | PlusBus         |
| 92    | Plauen ↔ Bad Elster       | Oelsnitz – Elstertal – Adorf                     | Plauener Omnibusbetrieb | TaktBus         |
| 98    | Wohlbach ↔ Elstertal      | Saalig – Marieney – Oberwürschnitz               | Plauener Omnibusbetrieb | RufBus          |

## Kultur und Sehenswürdigkeiten

### Naturschutz
- Siehe auch: Liste der Naturdenkmale in Mühlental

### Gedenkstätten
Eine Grabstätte mit Gedenktafel auf dem Friedhof des Ortsteils Wohlbach erinnert an sieben jüdische KZ-Häftlinge, die für die Zahnradfabrik G.E.Reinhardt in Sonneberg in einem Außenlager des KZ Buchenwald  in der Rüstungsproduktion Zwangsarbeit verrichten mussten und bei einem Todesmarsch, der im April 1945 von dort durch das Vogtland in Richtung Böhmen führte, von SS-Männern ermordet wurden. Die Inschrift auf einem Stein lautet:
Die Toten mahnen! Hier ruhen sieben jüdische Häftlinge aus dem Konzentrationslager Buchenwald ARB-Kom. Sonneberg/Th, die am 17. April 1945 von SS-Bestien in den Wäldern der Gemeinde Wohlbach erschossen wurden.

## Politik
Mühlental ist beauftragende Gemeinde der Verwaltungsgemeinschaft Schöneck/Mühlental. Sitz der Mühlentaler Gemeindeverwaltung ist Marieney.

### Gemeinderat
Seit der Gemeinderatswahl am 9. Juni 2024 verteilen sich die 12 Sitze des Gemeinderates folgendermaßen auf die einzelnen Gruppierungen:
- Wählervereinigung Unterwürschnitz (WVU): 4 Sitze
- Freie Wähler Marieney-Saalig (FW MS): 4 Sitze
- Wählervereinigung Tirschendorf (WVT): 2 Sitze
- Feuerwehrverein Wohlbach/Vogtland e. V. (FWV W): 2 Sitze

| Gemeinderat ab 2024Insgesamt 12 Sitze - FW M.-S.: 4 - WV U.: 4 - WV T.: 2 - FWV W.: 2 | Wahlvorschlag                           | 2024   | 2024   | 2019   | 2019   | 2014   | 2014   |
| Gemeinderat ab 2024Insgesamt 12 Sitze - FW M.-S.: 4 - WV U.: 4 - WV T.: 2 - FWV W.: 2 | Wahlvorschlag                           | Sitze  | in %   | Sitze  | in %   | Sitze  | in %   |
| Gemeinderat ab 2024Insgesamt 12 Sitze - FW M.-S.: 4 - WV U.: 4 - WV T.: 2 - FWV W.: 2 | Wählervereinigung Unterwürschnitz       | 4      | 31,8   | 2      | 14,8   | 2      | 14,9   |
| Gemeinderat ab 2024Insgesamt 12 Sitze - FW M.-S.: 4 - WV U.: 4 - WV T.: 2 - FWV W.: 2 | Freie Wähler Mearieney-Saalig           | 4      | 31,4   | 3      | 24,4   | 3      | 22,2   |
| Gemeinderat ab 2024Insgesamt 12 Sitze - FW M.-S.: 4 - WV U.: 4 - WV T.: 2 - FWV W.: 2 | Wählervereinigung Tirschendorf          | 2      | 21,0   | 3      | 23,2   | 2      | 16,4   |
| Gemeinderat ab 2024Insgesamt 12 Sitze - FW M.-S.: 4 - WV U.: 4 - WV T.: 2 - FWV W.: 2 | Feuerwehrverein Wohlbach/Vogtland e. V. | 2      | 15,8   | 1      | 10,8   | 1      | 8,7    |
| Gemeinderat ab 2024Insgesamt 12 Sitze - FW M.-S.: 4 - WV U.: 4 - WV T.: 2 - FWV W.: 2 | Mühlentalfreunde                        | –      | –      | 2      | 13,1   | 2      | 20,6   |
| Gemeinderat ab 2024Insgesamt 12 Sitze - FW M.-S.: 4 - WV U.: 4 - WV T.: 2 - FWV W.: 2 | 1. Hermsgrüner Traditionsverein e. V.   | –      | –      | 1      | 8,7    | 1      | 9,5    |
| Gemeinderat ab 2024Insgesamt 12 Sitze - FW M.-S.: 4 - WV U.: 4 - WV T.: 2 - FWV W.: 2 | AfD                                     | –      | –      | –      | 5,1    | –      | –      |
| Gemeinderat ab 2024Insgesamt 12 Sitze - FW M.-S.: 4 - WV U.: 4 - WV T.: 2 - FWV W.: 2 | CDU                                     | –      | –      | –      | –      | 1      | 7,8    |
| Gemeinderat ab 2024Insgesamt 12 Sitze - FW M.-S.: 4 - WV U.: 4 - WV T.: 2 - FWV W.: 2 | Wahlbeteiligung                         | 74,2 % | 74,2 % | 67,9 % | 67,9 % | 60,4 % | 60,4 % |

### Bürgermeister
Bürgermeister ist seit 2019 Heiko Spranger.
| Wahl | Bürgermeister  | Vorschlag | Wahlergebnis (in %) |
| ---- | -------------- | --------- | ------------------- |
| 2019 | Heiko Spranger | FW MS     | 80,6                |
| 2015 | Andreas Kracke | MfT       | 61,1                |
| 2008 | Dieter Weller  | Weller    | 86,4                |
| 2001 | Dieter Weller  | WV-FFWH   | 97,5                |

## Persönlichkeiten

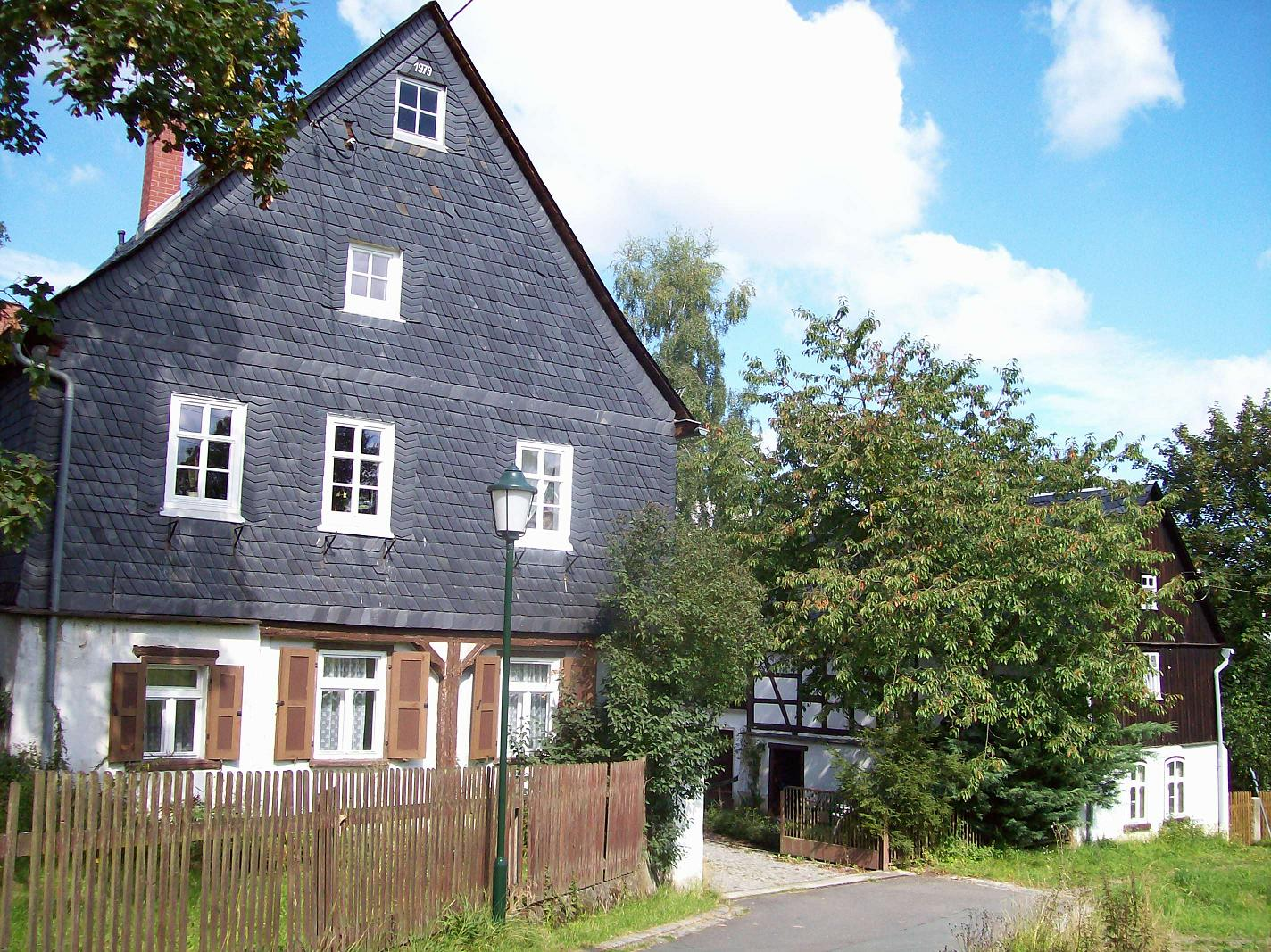
Geburtshaus von Adam Friedrich Zürner
(Pfarrhaus Marieney)

- Julius Mosen (* 1803 in Marieney; † 1867 in Oldenburg (Oldb)), Dichter, verfasste das  Andreas-Hofer-Lied
- Reiner S. Thomä (* 1952 in Hermsgrün), Elektroingenieur
- Adam Friedrich Zürner (* 1679 in Marieney; † 1742 in Dresden), evangelischer Pfarrer und Kartograph.